# Čol
Čol (čínsky pchin-jinem '??', znaky ??, mandžusky ?? ula) je řeka v autonomní oblasti Vnitřní Mongolsko a v provinciích Chej-lung-ťiang a Ťi-lin na severovýchodě Číny. Je 610 km dlouhá. Povodí má rozlohu přibližně 24 000 km².

## Průběh toku
Pramení v pohoří Velký Chingan a protéká hornatou a kopcovitou krajinou. Na dolním toku pak teče po rovině Sung-liao. Ústí zprava dvěma rameny do řeky Non, jež je přítokem Sungari v povodí Amuru.

## Vodní stav
Nejvodnější je řeka na jaře a v létě, naopak nejméně vody má v zimě. Průměrný roční průtok vody činí přibližně 70 m³/s. Zamrzá na pět až šest měsíců.

## Využití
Je splavná a na dolním toku je možná vodní doprava nevelkých lodí.